# 札幌市立西宮の沢小学校
札幌市立西宮の沢小学校（さっぽろしりつにしみやのさわしょうがっこう）は、北海道札幌市手稲区西宮の沢2条にある公立小学校。
母体校は札幌市立西小学校（西区）であり、手稲区内の小学校で唯一札幌市立手稲中央小学校を母体としない。
札幌市教育委員会の事業である「札幌市学校図書館地域開放事業」の指定校となっている。

## 概要

### 教育目標
未来にはばたく、個性豊かな子どもの育成 ～夢を追い、希望に満ちた心を大切に～
- 創造性豊かに知性をみがく子どもを育てる。
- 協力し合う温かい心をもった子どもを育てる。
- 強い意志と健康な体をつくる子どもを育てる。
- 日本文化を尊重し、国際理解に努める子どもを育てる。

### 校歌・校木・校花
- 札幌市立西宮の沢小学校校歌 - 作詞：千葉頼男（初代校長）、作曲：柳沼瑞甫
- 校木 - シラカンバ
- 校花 - スズラン

## 沿革
- 1989年（平成元年）11月1日 - 札幌市立西宮の沢小学校、校長（千葉頼男）・教頭（山形進）発令。
- 1990年（平成2年）3月26日 - 開校式典及び開校祝賀会挙行。札幌市立西小学校より491名転入。
- 1994年（平成6年）8月30日 - 屋内プールが完成する。
- 2011年（平成23年）12月2日 - 図書館が地域開放図書館となる（札幌市学校図書館地域開放事業）[1]。

## 周辺
- 国道5号
- 二十四軒手稲通
- 中の川・旧中の川
- 北海道警察札幌方面手稲警察署
- エルム楽器
- 札幌西ショッピングセンター

## 交通機関
- JR北海道函館本線稲積公園駅から徒歩10分。
- ジェイ・アール北海道バス・北海道中央バス「西宮の沢4条5丁目停留所」から徒歩3分。